# ロイヤル・タイラー
ロイヤル・タイラー（Royall Tyler、1936年 - ）は、イギリス出身のアメリカ人日本文学研究者、翻訳家、アルパカ・ブリーダー。 アメリカ、オーストラリア、ノルウェイの大学で教鞭を取った。ニューサウスウェールズ州在住。

## 来歴・人物
米国の劇作家ロイヤル・タイラー (1757-1826)の子孫。アメリカの外交官の子としてロンドンで生まれ、英国および米国ワシントンD.C.、パリで育つ。
好奇心から1954年よりハーバード大学で日本語を学び、日本文学修士課程修了、1957年コロンビア大学で博士号取得。ドナルド・キーンに師事する。ウィスコンシン大学マディソン校およびノルウェーのオスロ大学で教える。
1990年以後オーストラリア国立大学教授。その後名誉教授を務めた。2000年末に退官し、源氏物語の翻訳に着手した。2001～2002年にはハーバード大学で客員教授も務めた。
2001年アーサー・ウェイリー、エドワード・サイデンステッカーに続いて『源氏物語』の三つ目の英訳（完訳としては2つめ）を8年かけて翻訳完成し、コロンビア大学出版局より出版した。本書は、各章に登場人物の一覧表と、本文に登場する和歌の修辞表現を説明する脚注が付けられるなど、読者への便が図られている。2007年国際交流基金賞を受賞、2008年日本の旭日大綬章受章。
妻は『春日権現験記』の絵に関する著書などがあるスーザン・タイラー。妻とともに1996年からオーストラリアのニューサウスウェルズ州ブレイドウッド郊外の牧場でアルパカの飼育を始め、夫妻でブリーダー業を20年間営んでいたが、2014年にアルパカを別業者に売却し飼育業からは手を引いた。

## 著書
- The Miracles of the Kasuga Deity: Records of Civilization. New York: Columbia University Press, 1990 （『春日権現験記』の全挿話翻訳と解説）

### 翻訳
- Pining Wind: A Cycle of No Plays. Ithaca: Cornell University Press, 1978.（謡曲集）
- Granny Mountains: A Second Cycle of No Plays. Ithaca: Cornell University Press, 1978.
- Selected Writings of Suzuki Shosan. Ithica: Cornell University Press.（鈴木正三著作選）
- The Concept of "Literature" in Japan 鈴木貞美「日本の文学概念」国際日本文化研究センター、2006
- Mistress Oriku: Stories from a Tokyo Teahouse. Tokyo: Tuttle、2007（川口松太郎『しぐれ茶屋おりく』）
- The Glass Slipper and Other Stories. Tokyo: Dalkey Archive Press, 2008.（安岡章太郎「ガラスの靴 その他」）